# Miguel Ángel García
Miguel Ángel García Cortez (Mikey Garcia; * 15. Dezember 1987 in Ventura, Kalifornien) ist ein US-amerikanischer Profiboxer mexikanischer Abstammung, ehemaliger Weltmeister der WBO im Federgewicht, ehemaliger WBO-Weltmeister im Superfedergewicht und ehemaliger IBF-Weltmeister im Halbweltergewicht, sowie aktueller WBC- und IBF-Weltmeister im Leichtgewicht.

## Umfeld
Miguel García ist Absolvent der Polizeiakademie von Ventura County. Er wird von seinem Vater Eduardo García trainiert, der unter anderem mit Weltmeistern wie Fernando Vargas und Brandon Ríos arbeitete. Sein älterer Bruder Roberto ist ehemaliger IBF-Weltmeister im Superfedergewicht und ebenfalls ein gefragter Boxtrainer, der Boxgrößen wie Nonito Donaire, Kelly Pavlik, Antonio Margarito und Marcos Maidana trainiert. In seinem Box-Gym in Oxnard (Kalifornien), der Robert Garcia Boxing Academy, trainieren neben seinem Bruder Miguel Spitzenboxer wie Donaire, Maidana, Ríos und Evgeny Gradovich.

## Boxkarriere
Miguel García begann im Alter von 14 Jahren mit dem Amateurboxsport. Er gewann in der Gewichtsklasse 132 Pfund (Leichtgewicht) jeweils die Goldmedaille bei den National Junior Golden Gloves 2004 und den National Police Athletic League Championships (PAL) 2005, sowie die Bronzemedaille bei den National Golden Gloves 2005. In seinem Amateurrekord befindet sich zudem ein Sieg gegen Danny García.
Noch im Jahr 2006 wechselte er ins Profilager und gewann sein Prodebüt am 14. Juli in Montebello gegen Domingo Mendoza. Neben einer Reihe von Aufbausiegen gewann er im Mai 2008 auch gegen Robinson Castellanos, dem späteren WM-Silbertitelträger der WBC im Federgewicht. Im Juni 2008 siegte er gegen den südkoreanischen Meister und Pan-Pazifik-Titelträger der IBF, Lee Jae-Sung. Am 31. Oktober 2008 besiegte er in Las Vegas den kolumbianischen WM-Herausforderer Walter Estrada (Bilanz: 34-6) einstimmig nach Punkten.
Nach 20 gewonnenen Kämpfen in Folge, davon 17 vorzeitig, boxte er am 3. April 2010 in Corpus Christi um die vakante US-Meisterschaft im Federgewicht. Er besiegte dabei Tomas Villa (22-6) durch t.K.o. in der ersten Runde. Im Mai 2010 siegte er zudem einstimmig gegen Pedro Navarrete (24-7). Am 14. August 2010 schlug er Cornelius Lock durch t.K.o. in der elften Runde und verhinderte damit eine IBF-Titelchance des Nordamerika-Meisters.
Durch einen K.-o.-Sieg gegen den Kanadier Olivier Lontchi (18-1), erhielt Miguel García am 26. März 2011 in Atlantic City einen Kampf gegen den ungeschlagenen Matt Remillard (23-0). Dabei ging es um die Nordamerikanischen Meistertitel der NABF und NABO im Federgewicht. García hatte seinen Kontrahenten gleich dreimal am Boden und gewann schließlich vorzeitig in der zehnten Runde, da die Ringecke von Remillard den Kampf aufgab. Am 4. Juni 2011 verteidigte er beide Titel durch K. o. in der vierten Runde gegen Rafaël Guzmán (28-2) und am 10. März 2012 durch t.K.o. in der siebenten Runde gegen Bernabe Concepcion (30-5).
Durch einen t.K.o.-Sieg in der achten Runde gegen Jonathan Victor Barros (34-3, ehemaliger WBA-Weltmeister), erhielt er am 19. Januar 2013 im Madison Square Garden von New York City eine WBO-WM-Chance gegen den Mexikaner Orlando Salido (39-11). Dieser hatte zwar bereits elf Niederlagen in seinem Profirekord, diese jedoch fast ausschließlich zu Beginn seiner Karriere angesammelt. Seit Oktober 2008 hatte Salido acht seiner neun Kämpfe gewonnen und dabei die WM-Gürtel der Verbände IBF und WBO erhalten. Nicht zuletzt durch seine dabei errungenen, zwei vorzeitigen Siege gegen den ungeschlagenen Juan Manuel López, wurde er vom Ring Magazine auf Platz 1 der Weltrangliste geführt.
García beherrschte den Kampf sichtlich und erzielte bereits in den ersten vier Runden vier Niederschläge, davon zwei in der ersten Runde. In der achten Runde kam es zu einem unabsichtlichen Zusammenstoß mit den Köpfen, wodurch der Kampf schließlich auf Anraten des Ringarztes beendet wurde. García hatte sich durch den Zusammenprall eine Nasenbeinfraktur, Salido durch Schlagwirkung eine Fraktur der rechten Augenhöhle zugezogen. Nach Auswertung der Punktezettel, auf denen García mit 79:69-79:69-79:70 einstimmig in Führung lag, wurde Miguel Ángel García zum neuen Weltmeister erklärt und erhielt Salidos Platzierung als Nummer 1 der Weltrangliste des Ring Magazine.
Am 15. Juni 2013 besiegte er Juan Manuel López (33-2) durch t.K.o. in der vierten Runde und stieg anschließend ins Superfedergewicht auf. Dort trat er am 9. November 2013 gleich gegen den amtierenden WBO-Weltmeister dieser Gewichtsklasse, den Puerto-Ricaner Román Martínez (27-1) an und gewann den Kampf durch einen K.-o.-Sieg in der achten Runde.
Den Titel verteidigte er erstmals am 25. Januar 2014 einstimmig nach Punkten gegen Juan Carlos Burgos (30-1). Nach zweieinhalb Jahren Ringpause schlug er im Juli 2016 Elio Rojas (24-2). Am 28. Jänner 2017 gewann er den WBC-Weltmeistertitel im Leichtgewicht durch einen K.-o.-Sieg gegen Dejan Zlatičanin (22-0). Im Juli 2017 besiegte er Adrien Broner (33-2) im Barclays Center von Brooklyn einstimmig nach Punkten.
Am 10. März 2018 schlug er Sergei Lipinez (13-0) einstimmig und wurde dadurch IBF-Weltmeister im Halbweltergewicht, legte den Titel jedoch im April 2018 nieder um ins Leichtgewicht abzusteigen. In seinem nächsten Kampf schlug er am 28. Juli 2018 im Leichtgewicht Robert Easter (21-0) einstimmig und gewann damit zusätzlich zu seinem WBC-Titel, den WM-Titel der IBF seines Kontrahenten.
Am 16. März 2019 verlor er nach Punkten gegen Errol Spence (24-0). Bei dem Weltergewichtskampf ging es um den IBF-Weltmeistertitel. Jedoch besiegte er im Februar 2020 Jessie Vargas (29-2).
Im Oktober 2021 verlor er überraschend nach Punkten gegen den Spanier Sandor Martin (38-2).